# Monanthotaxis capea
Monanthotaxis capea là loài thực vật có hoa thuộc họ Na. Loài này được (E.G. & A. Camus) Verdc. mô tả khoa học đầu tiên năm 1971.